# 管健民
管健民（1963年5月6日—），中国前散打运动员、教练，中国国家跆拳道队、空手道队主教练，中国跆拳道协会、中国空手道协会主席，第十三届全国政协委员。